# Позатропічний циклон

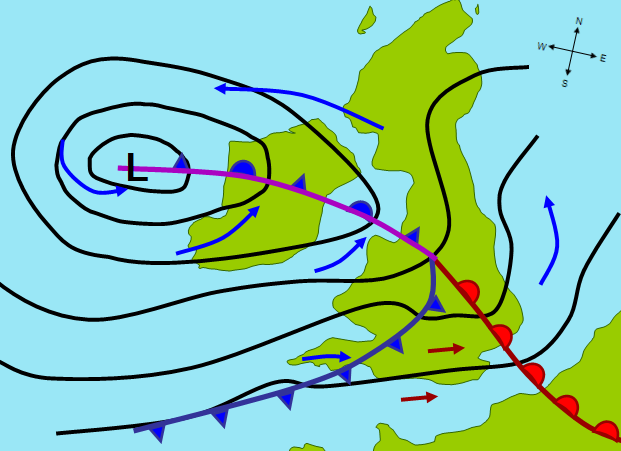
Уявна схема позатропічного циклону. Сині та червоні стрілочки вказують напрямок вітру та його відносну температуру, символ «L» вказує на зону низького тиску. Теплий, холодний атмосферні фронти і фронт оклюзії позначені стандартними символами.

Позатропічні циклони, інколи відомі як циклони помірних широт або хвильові циклони — тип циклонів, що визначається як погодні системи низького тиску та синоптичній шкалі, що трапляються на середніх широтах та не мають ані тропічних, ані полярних характеристик. Такі циклони виникають в районі атмосферних фронтів та вимагають існування бароклинної зони, що характеризується горизонтальним градієнтом температури і точки роси. Позатропічні циклони є типовими явищами на більшій частині Земної кулі, що, разом з антициклонами, відповідають за зміни погоди, викликаючи хмарність, опади, сильні вітри і грози.